# Carrigaline
Die Pendlerstadt Carrigaline (irisch Carraig Uí Leighin, deutsch: Fels des Ó Leighin) liegt im Südwesten Irlands im County Cork am Cork Harbour. Sie hat 18.239 Einwohner (Stand 2022).

## Lage
Carrigaline liegt etwa zehn Kilometer südsüdöstlich vom Stadtzentrum Corks an der Mündung des Flusses Owenabue in den Cork Harbour. Nördlich der Siedlung besteht Anschluss an die N28, sonst kreuzen sich hier die R611, R612 und R613. Die Bahnstation wurde 1932 geschlossen. Heute bestehen Busverbindungen nach Cork.

## Geschichte
Nahe der heutigen Siedlung ließ der Normanne Philip de Prendergast Beauvoir Castle erbauen, das heute nicht mehr existiert. Seine Nachfahren, die Cogans, ließen wenig später, 1171, Carrigaline Castle errichten, von dem heute nur noch wenige Reste existieren. Erhalten ist noch das neuzeitliche Ballea Castle, das etwas westlich außerhalb Carrigalines liegt. 

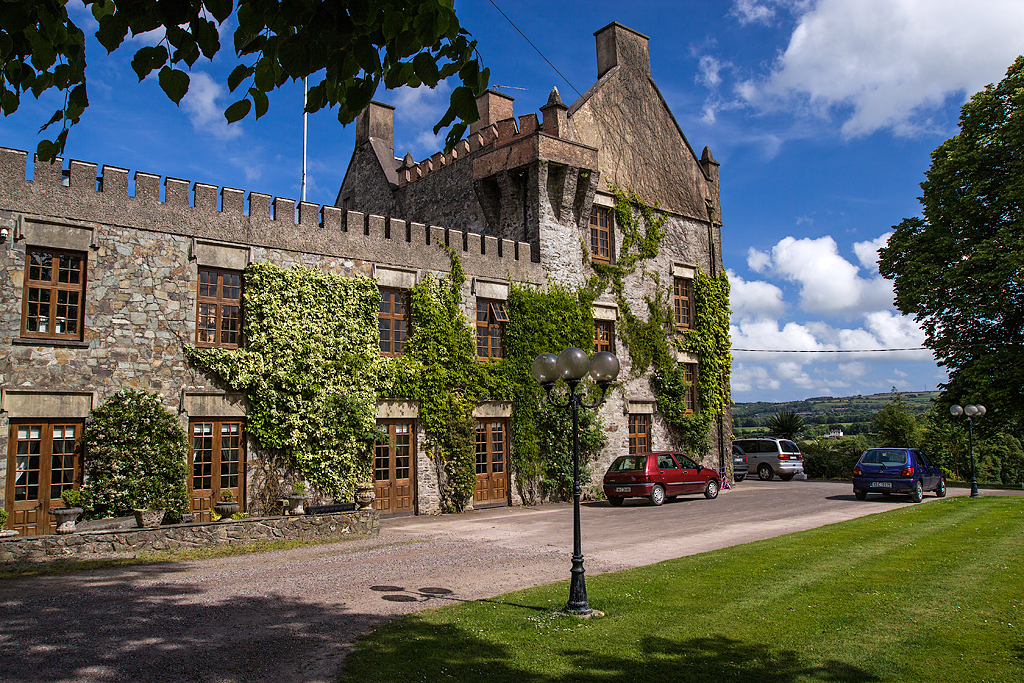
Ballea Castle

Während die Siedlung bis in die Mitte des 20. Jahrhunderts hinein eher dörflichen Charakter mit ca. 400 Einwohnern hatte, stieg sie 1991 auf ca. 6.500 Einwohner 1991 und auf mehr als 18.000 im Jahre 2022 an.
Die Marienkirche der Church of Ireland wurde 1824 errichtet, die römisch-katholische Kirche Unsere liebe Frau und Johannes 1957.

## Persönlichkeiten
- Ciarán O’Leary (* 1973), Pokerspieler

## Städtepartnerschaften
Mit der bretonischen Stadt Guidel in Frankreich und seit 2015 mit der bayerischen Marktgemeinde Kirchseeon pflegt Carrigaline Partnerschaften. 